# ورم حبيبي زئبقي
ورم حبيبي زئبقي أو حبيبوم زئبقي (بالإنجليزية: Mercury granuloma)‏ هوَ ورم حبيبي ينتجُ عن التعرض للزئبق، وهو حالةٌ جلدية تتميز بوجود ردِ فعلٍ بين الخلايا العملاقة والأجسام الغربية.:46